# Lance thermique
La lance thermique — ou lance à oxygène — est un outil d'oxycoupage utilisé pour forer ou découper des matériaux.

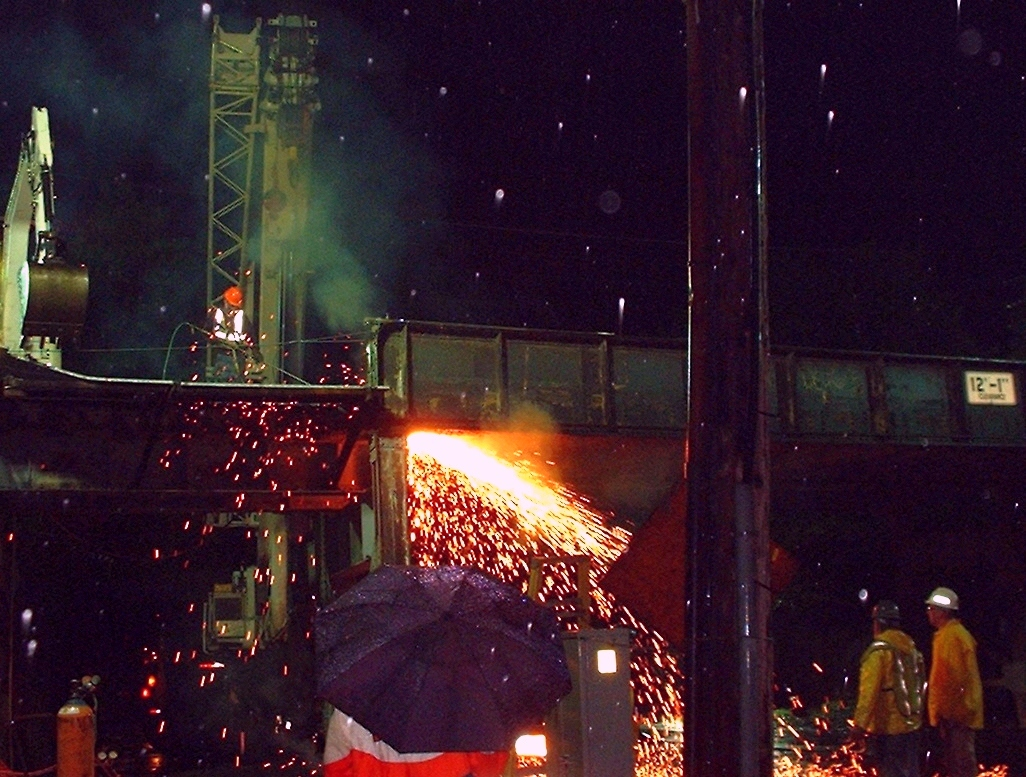
Utilisation de lance thermique sur un pont du réseau ferré pour son démantèlement et préparation pour remplacement.
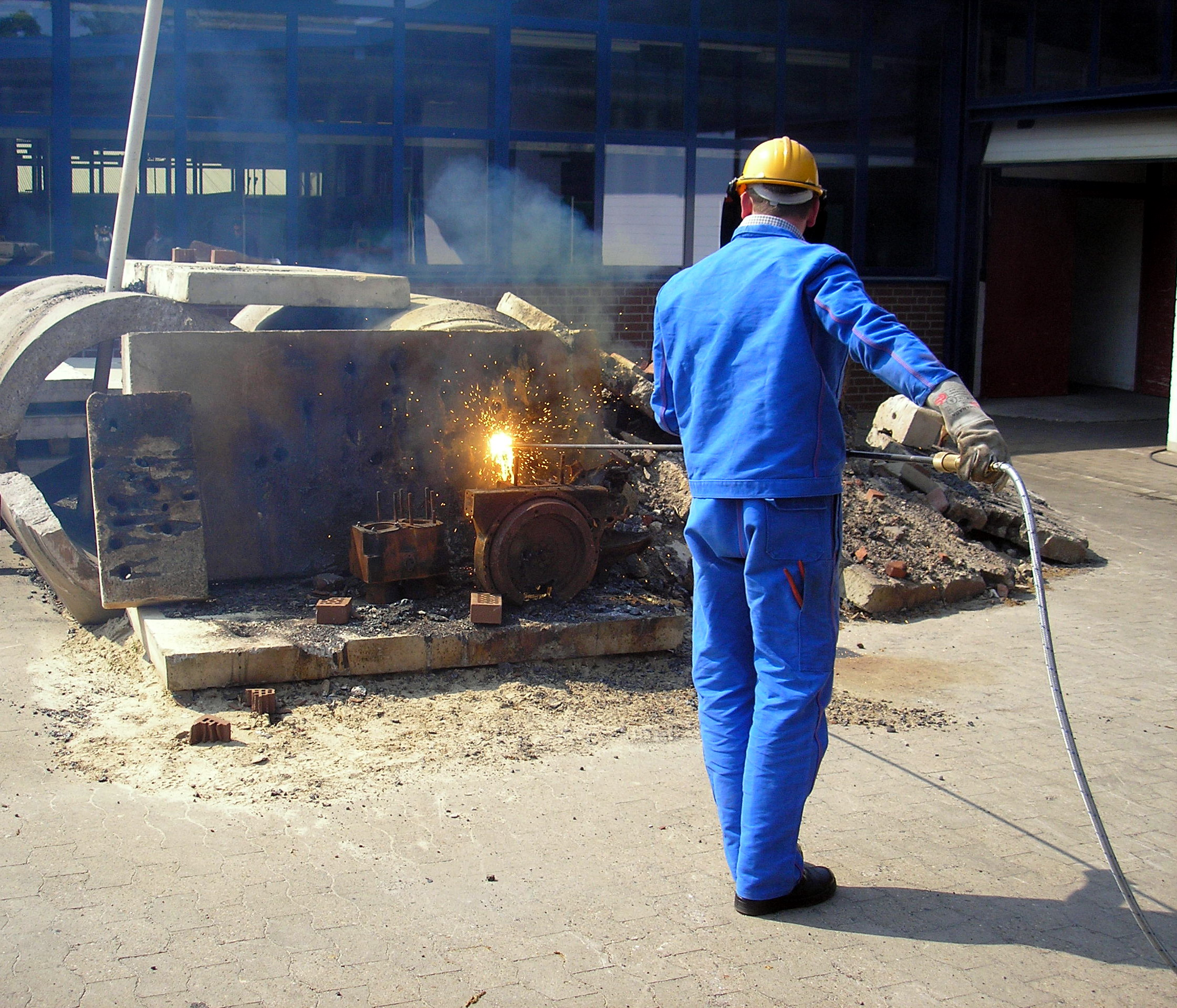
Lance thermique après l'allumage.
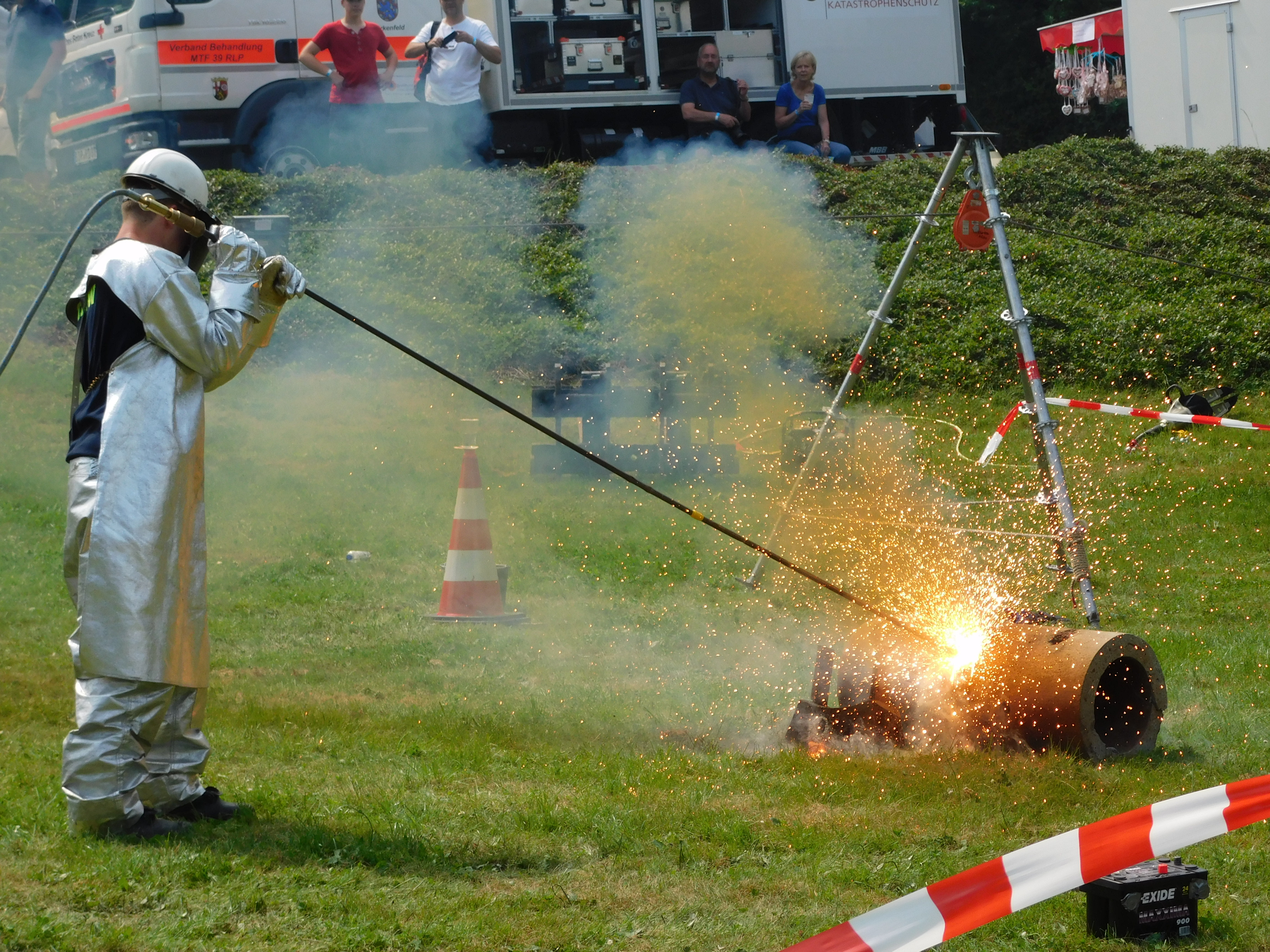
Démonstration  par l'armée allemande d'une lance thermique pendant une journée "portes ouvertes". Juin 2018.

Le forage ou la découpe à la lance thermique aurait été inventé en France dans les années 1930 puis largement utilisé après la Seconde Guerre mondiale en France pour permettre le démantèlement de bunkers, d’infrastructures métalliques…[réf. nécessaire]

## Principe et fonctionnement
Cette technique consiste principalement en l’utilisation d’oxygène qui est injecté sous pression dans un tube métallique composé de fils en acier. L’extrémité de ce tube est allumée par chauffe, généralement par un chalumeau oxyacétylénique, un arc électrique ou une cartouche pyrotechnique. Une fois la réaction amorcée, la lance allumée permet la découpe et le perçage rapide de presque tous les matériaux grâce à sa température de combustion élevée (supérieure à la température de fusion de nombreux matériaux) ainsi qu’à l’oxydation accélérée de ces matériaux sous l’effet du jet d’oxygène.
Le tube et les fils peuvent être composé d’alliages métalliques divers en fonction des matériaux sur lesquels la lance thermique est utilisée ainsi qu’en fonction de la réaction chimique souhaitée.
La température à laquelle brûle une lance thermique dépend de son environnement. Kosanke prédit une température maximale de 4 770 K (env. 4 500 °C), tandis que Haorong la calcule à 3 000 K (env. 2 730 °C). En pratique, on considère généralement une température de combustion de l’ordre 3 500 °C[réf. nécessaire]
La lance thermique lors de sa combustion génère 3 réactions :
- une action thermique. Cette réaction  permet la fluidification des oxydes puis celle du laitier. Cette action thermique est relativement limitée autour du diamètre de la barre (quelques centimètres dans le cas du béton) ;
- une action chimique. Les éléments des matériaux percés sont combinés aux apports des oxydes de la barre ;
- une action cinétique. La pression de l’oxygène pulvérise le laitier et permet de le dégager du trou.

## Domaines d’application

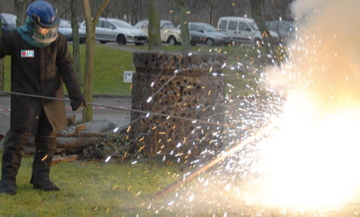
Découpe d'un bloc d'aluminium de 2 mètres en moins de 2 minutes

- Débouchages de coulées dans les fonderies.
- Démantèlement de ponts, de grues ou de structures en bétons précontraints.
- Découpes de roches.
- Intervention lors de catastrophes (séismes, décombres du World Trade Center après les attentats du 11 septembre 2001, etc.).
- Forces d’élites principalement pour l’ouverture rapide de portes et blindages.
- Destructions d’ouvrages sinistrés.
- Utilisation sous marine par les scaphandriers pour tous travaux de découpe

## Principaux avantages et inconvénients de la technique

### Avantages
- Découpes et forage de matériaux multiples avec le même matériel (par exemple bétons, inox, alliages techniques, fonte, aluminium).
- Relativement silencieux hormis le bruit du gaz sous pression.
- Pas d’effet mécanique et donc de vibrations.
- Rapidité de mise en œuvre et d’exécution.
- Faible encombrement (bouteilles de gaz et lances).
- Méthode de découpe sous-marine parmi les plus efficaces.

### Inconvénients
- Utilisation d’oxygène (avec les problèmes liés).
- Protection de l’opérateur très difficile.
- Dégagement de fumées toxiques.
- Très importants savoir-faire et connaissances nécessaires pour travaux techniques.
- Forte énergie dégagée.
- Risque d'accumulation de gaz dégagés par thermolyse de l'eau (hydrogène + oxygène) et explosion (blast) lors de l'utilisation sous-marine.

## Au cinéma
Le film Braquage à l'anglaise (2008) met en scène l'utilisation d'une lance thermique pour pénétrer dans la salle des coffres d'une banque par le sous-sol. Elle est également mise en scène dans les films L'Affaire Karen McCoy (1993), Le Solitaire (1981), 12 heures (2013), The Score (2001), dans un épisode de MacGyver, dans un épisode de S.W.A.T. (saison 3, épisode 7), et dans La casa de papel (saison 3, épisode 3).

## Dans les jeux vidéo
Le jeu Payday 2 utilise ce procédé lors du perçage d'un coffre dans diverses missions : la lance est montée sur une armature en acier et un piston géré électroniquement.